# NGC 533
NGC 533 هي مجرة إهليلجية تقع في قيطس (كوكبة). تم اكتشافه في 8 أكتوبر 1785 من قبل وليام هيرشل. تم وصفها بأنها «مشرقة جدا وكبيرة جدا ومستديرة» من قبل جون لويس.

## وصلات خارجية
- NGC 533 على موقع ويكي سكاي: DSS2, SDSS, GALEX, IRAS, Hydrogen α, X-Ray, Astrophoto, Sky Map, Articles and images